# Europameisterschaften 1891
Als Europameisterschaft 1891 oder EM 1891 bezeichnet man folgende Europameisterschaften, die im Jahr 1891 stattfanden:
- Eiskunstlauf-Europameisterschaft 1891